# Denise Bindschedler-Robert
Denise Marcelle Bindschedler-Robert (* 10. Juli 1920 in Saint-Imier, BE; † 17. November 2008 in Bern; gebürtig Denise Marcelle Robert) war eine Schweizer Völkerrechtlerin. Von 1975 bis 1991 vertrat sie die Schweiz am Europäischen Gerichtshof für Menschenrechte.

## Leben
Denise Robert wurde als Tochter von Georges Robert und Marcelle César sowie Enkelin von Pierre César in der Schweizer Gemeinde Saint-Imier geboren. In La Chaux-de-Fonds besuchte sie das Gymnasium, an den Universitäten von Lausanne und Bern studierte sie Rechtswissenschaften und erwarb 1945 die Anwaltszulassung. Von 1946 bis 1950 war sie als Beamtin in der politischen Direktion des Eidgenössischen Departements für auswärtige Angelegenheiten beschäftigt. Im Jahre 1949 promovierte sie mit einer Dissertation über die Neutralität der Schweiz. Im darauffolgenden Jahr heiratete sie Rudolf Bindschedler (1915–1991), ihren damaligen Vorgesetzten am EDA, der sich ebenfalls auf dem Gebiet des internationalen Rechts einen Namen machte. Aus der Ehe gingen drei Kinder hervor. 
Am Genfer Hochschulinstitut für internationale Studien lehrte Denise Bindschedler-Robert ab 1956 Völkerrecht. Acht Jahre später wurde sie zur ausserordentlichen Professorin ernannt. Bis 1985 blieb sie der Universität in dieser Funktion treu, danach dozierte sie noch als Honorarprofessorin. Im Jahre 1966 wurde sie als erste Frau in den Synodalrat der Christkatholischen Kirche der Schweiz gewählt, dem sie bis 1985 angehörte. 1967 wurde sie zum Mitglied im Internationalen Komitee vom Roten Kreuz berufen. In dessen Exekutivkomitee saß sie von 1973 bis 1980, 1986 bis 1990 bekleidete sie das Amt der Vizepräsidentin.
Bindschedler-Robert trat am 21. April 1975 die Nachfolge des im Vorjahr verstorbenen Antoine Favre am Europäischen Gerichtshof für Menschenrechte an. Bei der Wahl setzte sie sich überraschend gegen den erstplatzierten Vorschlag des Bundesrats, den Waadtländer Ständerat Louis Guisan, durch. Sie war nach der Dänin Helga Pedersen die zweite Frau, der dieses Amt übertragen wurde. Ihre Tätigkeit am Gerichtshof endete 1991. Von 1990 bis 1996 stand sie dem Internationalen Institut für Menschenrechte in Strassburg vor.

## Auszeichnungen
- Medaille Pax Orbis ex Jure (1979)
- Ehrendoktorwürde der Universität Freiburg (1982)
- Ehrenmitgliedschaft im Internationalen Komitee vom Roten Kreuz (1991)
- Walther-Hug-Preis (1993)
- Ehrendoktorwürde der Universität Strassburg (1999)

## Schriften
- Etude sur la neutralité suisse. Ed. polygraphiques S.A., Zurich 1950. (Zürcher Studien zum internationalen Recht; 16). (Diss. Univ. Bern)
- gemeinsam mit Paul Guggenheim: Traité de droit international public. Avec mention de la pratique internationale et suisse. 2 vols. Georg, Genève 1953–1954
- Colloque sur l'Etat moderne et la Croix-Rouge, organisé par l'Institut Henry-Dunant. Exposés par André Beaufre, Denise Bindschedler-Robert, Pierre Dorolle et Burgess Carr. Institut Henry-Dunant, Genève; Editions L'Age d'homme, Lausanne 1969